# Kvestor
Kvestor, eller quaestor, var i romerska riket en vald ämbetsman som skötte tillsynen av statskassan samt arméns och officerarnas finanser. Ämbetet kan härstamma från den romerska kungatiden. Omkring 420 f.Kr. fanns fyra quaestorer som valdes årligen och efter 267 f.Kr. hade antalet utökats till tio. Somliga quaestorer verkade i Rom medan andra tillhörde generalernas manskap eller tjänstgjorde hos guvernörerna ute i provinserna som viceguvernörer. Åter andra hade hand om översynen av de militära finanserna.
Genom Sullas reformer 81 f.Kr. blev minimiåldern för ämbetet 28 år för patricier och 30 för plebejer samtidigt som inte mindre än tjugo quaestorer tillsattes och ämbetet automatiskt innebar en plats i senaten. Det innebar också att censorerna började gå igenom senatens register oftare.

## Modern användning

### Polisväsendet
I Italien kan quaestor (italienska: questore) avse en högre grad inom poliskåren. Quaestor är chef över Statspolisen (Polizia di Stato) i en provins och hans ämbete kallas Questura, men vissa poliser med denna grad har andra uppgifter.
I Rumänien är quaestor (rumänska: chestor) också ett högre polisbefäl.

### Ekonomisk översyn
Europaparlamentet har fem kvestorer som har till uppgift att se över ledamöternas ekonomiska och administrativa behov.
Vissa brittiska universitet, bland andra University of St Andrews, har fortfarande en quaestor som ansvarar för att leda och utveckla effektiv ekonomisk styrning inom universitetet.